# El Kouif
El Kouif est une commune de la wilaya de Tébessa en Algérie à l'est des Aurès.